# Per Holmgren

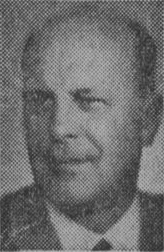
Per Holmgren

Per Holmgren, född 9 september 1912 i Borlänge, död 16 mars 1983 i Stockholm, var en svensk arkitekt.
Holmgren, som var son till trafikchef Sven Holmgren och Elsa Jonsson, avlade studentexamen i Karlskrona 1932 och utexaminerades från Kungliga Tekniska högskolan 1938. Han blev konstruktör vid Karlskrona örlogsvarvs byggnadsdepartement 1940, biträdande stadsarkitekt i Kristianstads stad 1944, stadsarkitekt i Varbergs stad 1945, i Växjö stad 1946 och förste byråarkitekt på Stockholms stads byggnadskontors stadsplanebyrå 1950. Han skrev artiklar rörande stadsbyggande i Stockholm. Per Holmgren är gravsatt i minneslunden på Råcksta begravningsplats.